# Paid to Dance
Paid to Dance, auch bekannt als Hard to Hold, ist ein US-amerikanischer Kriminalfilm mit Rita Hayworth aus dem Jahr 1937. Als Vorlage diente eine Geschichte von Leslie T. White.

## Handlung
Der Nachtclubbesitzer Jack Miranda steht unter Verdacht, mit den Hostessen seines Lokals einen Mädchenhandelring zu betreiben. Aus diesem Grund wird Agent William Dennis beauftragt, Miranda unter die Lupe zu nehmen. Zu diesem Zweck gibt er vor, ein Theateragent zu sein, der direkt gegenüber dem Club sein neues Büro eröffnet. Was er und die Behörden jedoch nicht wissen, ist, dass Miranda unter dem Schutz des einflussreichen Politikers Charles Kennedy steht. Williams Freundin und Partnerin Joan Bradley soll sich nun ebenfalls in das Umfeld des Lokals einschleusen und nimmt daher einen Job als Tänzerin an. Daraufhin versucht sie, sich mit den anderen Mädchen des Clubs anzufreunden, vor allem mit der selbstbewussten Betty Morgan, die die Truppe anführt. Wie sich herausstellt, müssen die jungen Damen den wohlhabenden Gästen nicht nur auf der Tanzfläche zu Diensten stehen. Joans Informationen geben der Polizei schließlich genug Anlass, um den Club zu schließen und einen Teil von Mirandas Handlangern festzunehmen.
Als Miranda Joan bei ihren Nachforschungen auf die Schliche kommt, schließt er sie im Keller ein. William erfährt unterdessen von Politiker Kennedys dubiosen Verbindungen zu Miranda. Kennedy will sich nun des verdeckten Ermittlers entledigen, um seine zwielichtigen Geschäfte weiterhin unter Verschluss zu halten. Doch Kennedys Vorhaben, William gefesselt in einem Wagen einen Hang hinabstürzen zu lassen, schlägt fehl, denn William gelingt es, sich im letzten Moment aus seiner misslichen Lage zu befreien. Als er und die Polizei schließlich im Büro des Politikers auf Abwegen eintreffen, wird dieser im folgenden Schusswechsel tödlich getroffen und Miranda kurz darauf verhaftet. Als William Joan befreit, fällt diese ihm erleichtert in die Arme. 

## Hintergrund
Der von Columbia Pictures produzierte B-Film Paid to Dance entstand 1937 einen Monat nach der Veröffentlichung des Warner-Brothers-Films Mord im Nachtclub, in dem Bette Davis und Humphrey Bogart die Hauptrollen spielten. Beide Filme behandeln die Mädchenhandel-Affäre des legendären Mafioso Lucky Luciano, der 1936 zu einer mehrjährigen Haftstrafe verurteilt worden war.

## Kritiken
Daily Variety zufolge habe der Film „alle Merkmale, mit einem Minimum an Kosten und Aufwand produziert worden zu sein“. Für die Los Angeles Daily News war Paid to Dance „der erste Film der jüngeren Vergangenheit, der anstatt gezeigt zu werden, zu lebenslanger Verwahrung ohne jede Chance auf Bewährung verurteilt werden sollte, um das ahnungslose Publikum davon fernzuhalten“.